# 百々登美子
百々 登美子（どど とみこ、1929年8月4日 - 2019年6月28日）は、日本の歌人。

## 来歴
1929年、大阪市に生まれ、1931年、岐阜県大垣市に移る。小学校教員として働くかたわら、1951年、「短歌人」に入会して斎藤史に師事する。1962年に斎藤史が「原型」を創刊した際に、運営委員として参加。大垣市を拠点に活動した。
1980年、中部地方の歌人が集う「中の会」を結成し、岡井隆や春日井建らを輩出した。山中智恵子と親交が深かった。1981年刊『草昧記』で第7回現代歌人集会賞を受賞。2013年刊『夏の辻』で第10回葛原妙子賞を受賞。幻想的な志向の作風で、鳥を題材とすることが多かったため「鳥の歌人」とも呼ばれた。2019年6月28日、肺炎で死去。享年89歳。

## 著作
歌集
- 『盲目木馬』（不動工房、1962年）
- 『翔』（自費出版、1969年）
- 『歌集 谷神』（国文社、1976年）
- 『歌集 草昧記』（砂子屋書房、1981年6月）
- 『歌集 天牛』（砂子屋書房、1989年8月）
- 『歌集 七盞』（砂子屋書房、1996年12月）
- 『歌集 大扇』（砂子屋書房、2001年）
- 『百々登美子歌集 風鐸』（砂子屋書房、2005年9月）
- 『百々登美子歌集 雲の根』（角川書店、2008年10月）
- 『百々登美子歌集 夏の辻』（砂子屋書房、2013年9月）
- 『百々登美子歌集 荒地野菊』（砂子屋書房、2020年7月）